# Chris Tucker
Pour les articles homonymes, voir Tucker.
Chris Tucker, né le 31 août 1971 à Atlanta (Géorgie, États-Unis), est un acteur, humoriste et producteur américain.
Il fait ses débuts en 1992 en tant que stand-upper dans l'émission comique Def Comedy Jam (en) HBO, où il est apparaît fréquemment au cours des années 1990. Il commence au cinéma dans House Party 3 (en) en 1994 et gagne en reconnaissance l'année suivante avec Friday. En 1997, il joue dans les films Le Cinquième Élément et Argent comptant, et tient un second rôle dans Jackie Brown de Quentin Tarantino. Il acquiert une renommée et une popularité mondiale dans les années 2000 avec la série de films Rush Hour.

## Biographie

### Jeunesse
Christopher Tucker est né le 31 août 1971 à Atlanta, en Géorgie, le plus jeune fils de Mary Louise (née Bryant) et Norris Tucker, homme d'affaires qui possédait un service de conciergerie.
Tucker grandit à Decatur, en Géorgie. Après avoir terminé le lycée, il déménage à Los Angeles pour poursuivre sa carrière de comédien. Ses influences comiques étaient Richard Pryor et Eddie Murphy. 
Il découvre très tôt dans la vie que l'humour lui permet d'attirer l'attention sur lui à la fois à l'école et à la maison. Tucker était connu de ses professeurs et camarades de lycée pour faire rire les gens en imitant Eddie Murphy, Michael Jackson et d'autres encore.

### Carrière
Tucker commence à montrer ses talents de comédien devant un public dans les clubs de comédie locaux d'Atlanta jusqu'à ce qu'il décide de déménager à Los Angeles en 1990 pour poursuivre sa carrière de comédien. En 1992, Tucker était un interprète fréquent de la série comique HBO Def Comedy Jam. Il fait ses débuts au cinéma dans House Party 3 en 1994 et acquiert une plus grande reconnaissance cinématographique aux côtés du rappeur du groupe N.W.A. Ice Cube l'année suivante.  En 1997, il joue dans les films Le Cinquième Élément et Argent comptant. Il tient un rôle secondaire dans Jackie Brown de Quentin Tarantino et obtient le rôle principal dans la comédie d'espionnage Double-O-Soul qui n'a jamais été diffusée.
Aux côtés de l'artiste martial de Hong Kong Jackie Chan, Tucker joue le rôle du détective LAPD James Carter dans la série de films d'action comique Rush Hour. Après le succès commercial du premier film, il obtient un cachet de 20 millions de dollars pour Rush Hour 2 et 25 millions pour Rush Hour 3. Ce dernier faisait partie d'un contrat de 40 millions de dollars pour deux films avec New Line Cinema comprenant également un futur film non encore déterminé. Il devait également recevoir 20% du brut de Rush Hour 3.
Tucker ne reprend pas son rôle de Smokey dans Next Friday (2000) ou Friday After Next (2002) pour des raisons religieuses, expliquant plus tard qu'il ne veut pas encourager les gens à fumer de l'herbe. Il a joué dans le clip de Michael Jackson You Rock My World et a fait une apparition dans California Love de Tupac Shakur. Le 13 février 1999, Tucker participe au Celebrity Game du NBA All-Star Weekend. Parmi les autres célébrités participantes figurent le rappeur Master P, les membres du Temple de la renommée de la NBA Clyde Drexler et Dominique Wilkins, le receveur large Terrell Owens et quatre Harlem Globetrotters.
Tucker est choisi en 2007 pour jouer dans le film dramatique Mr. S: My Life sur Frank Sinatra, réalisé par Brett Ratner et basé sur l'autobiographie de George Jacobs de travailler comme valet de Frank Sinatra pendant l'ère Rat Pack de 1953–68. 
En 2011, Tucker a fait un retour en tant que stand up comique. L'année suivante, il revient au cinéma dans Silver Linings Playbook, avec Bradley Cooper, Jennifer Lawrence et Robert De Niro. La performance de Tucker dans le film est bien accueillie par les critiques et le public. Le film lui-même reçoit de nombreuses nominations et récompenses, dont le prix de la meilleure distribution de la Broadcast Film Critics Association. Il a également animé les BET Awards 2013. En 2016, il apparaît dans Un jour dans la vie de Billy Lynn.

### Vie privée
Tucker a un fils nommé Destin avec son ex-femme Azja Pryor. Il partage son temps entre Los Angeles, Las Vegas et Atlanta. Il possédait autrefois une maison à Montverde, en Floride, dans la région d'Orlando, mais elle a été saisie en 2011.
Tucker est ami avec Jackie Chan, co-vedette de Rush Hour. Il était également proche du chanteur Michael Jackson : le présentant et dansant avec lui lors de la célébration de son 30e anniversaire ; apparaissant dans sa vidéo You Rock My World de l'album de 2001 Invincible, et il a assisté à son service commémoratif. La carrière de Tucker est également influencée par Jackson, car on le voit danser et chanter sur Don't Stop 'Til You Get Enough dans une scène de Rush Hour 2 et imiter le style de danse de Jackson. 
Il soutient Barack Obama lors des primaires de 2008.
Il participe au documentaire PBS de 2006 du professeur Henry Louis Gates Jr. sur la composition génétique des Afro-Américains, African American Lives, qui se concentre spécifiquement sur les histoires de l'héritage amérindien dans les communautés afro-américaines. Les résultats des tests ADN de Tucker ont montré des ancêtres africains, européens et Amérindiens. L'ascendance patrilinéaire de Tucker remonte également au groupe ethnique Ambundu d'Angola et une lignée de sa mère aux Bamilékés du Cameroun. Il retrace également son arbre généalogique jusqu'aux années 1830. Tucker et Gates ont été montrés en visite en Angola, le lieu de naissance de certains de ses ancêtres.
Toujours en 2014, Tucker déclare à un intervieweur qu'il s'abstient d'utiliser des grossièretés dans ses performances en raison de sa foi chrétienne.
En 2021, Tucker rejoint la Heal Los Angeles Foundation en tant qu'ambassadeur officiel. La Fondation est cofondée par le fils de Michael Jackson, Prince Jackson, et son objectif est d'aider les jeunes du centre-ville de Los Angeles en mettant fin à l'itinérance, à la maltraitance des enfants et à la faim dans la ville.

## Affaires judiciaires
En 2014, Tucker doit rembourser une dette fiscale de 2,5 millions de dollars. Un représentant blâme "la mauvaise comptabilité et la mauvaise gestion des affaires". En novembre 2021, l'IRS poursuit Tucker pour obtenir 9,6 millions de dollars d'arriérés d'impôts.

## Filmographie

### Cinéma
- 1993 : Meteor Man (The Meteor Man) : le M.C. au centre commercial (apparition non créditée)
- 1994 : House Party 3 d'Eric Meza : Johnny Booze
- 1995 : Friday de F. Gary Gray : Smokey
- 1995 : Panther de Mario Van Peebles : Garde du corps
- 1995 : Génération sacrifiée (Dead Presidents) d'Albert et Allen Hughes : Skip
- 1997 : Jackie Brown de Quentin Tarantino : Beaumont Livingston
- 1997 : Le Cinquième Élément (The Fifth Element) de Luc Besson : Ruby Rhod, l'animateur radio
- 1998 : Argent comptant (Money Talks) de Brett Ratner : Franklin Hatchett (également producteur)
- 1998 : Rush Hour de Brett Ratner : Inspecteur James Carter
- 2001 : Rush Hour 2 de Brett Ratner : Inspecteur James Carter
- 2007 : Rush Hour 3 de Brett Ratner : Inspecteur James Carter
- 2012 : Happiness Therapy de David O. Russell :  Danny
- 2016 : Un jour dans la vie de Billy Lynn (Billy Lynn's Long Halftime Walk) d'Ang Lee : Albert
- 2023 : Air de Ben Affleck : Howard White

### Télévision
- 1992 : Cooper et nous - Saison 1, épisode 4 : le rappeur

### Clips
- 1994 : Nuttin but love de Heavy D
- 1995 : Keep Their Heads Ringin' de Dr. Dre
- 1996 : California Love de Tupac Shakur featuring Dr. Dre & Roger Troutman
- 1997 : Feel So Good de Mase
- 2001 : You Rock My World de Michael Jackson
- 2005 : Shake It Off  de Mariah Carey

## Distinctions

### Récompenses
- MTV Movie Awards 1999 : meilleur duo à l'écran pour Rush Hour partagé avec Jackie Chan.
- Blockbuster Entertainment Awards 1999 : duo préféré pour Rush Hour partagé avec Jackie Chan
- Teen Choice Awards 2002 : meilleur acteur comique pour Rush Hour 2
- MTV Movie Awards 2002 : meilleur combat pour Rush Hour 2
- Kids' Choice Awards 2002 : meilleur acteur pour Rush Hour 2
- Gold Derby Awards 2013 : meilleure distribution pour Happiness Therapy

### Nominations
- MTV Movie Awards 1996 : meilleure révélation, la meilleure performance comique et meilleur duo partagé avec Ice Cube pour Friday
- The Stinkers Bad Movie Awards 1997 : pire acteur dans un second rôle pour Le Cinquième Élément
- Razzie Awards 1998 : Pire révélation pour Le Cinquième Élément et pour Argent comptant
- MTV Movie Awards 1999 : meilleure performance comique et meilleur combat pour Rush Hour
- Kids' Choice Awards 1999 : meilleur acteur pour Rush Hour
- NAACP Image Award 1999 : meilleur acteur pour Rush Hour
- Teen Choice Awards 2002 : meilleur duo à l'écran pour Rush Hour 2 partagé avec Jackie Chan
- Satellite Awards 2002 : meilleur acteur dans un film musical ou comédie pour Rush Hour 2
- MTV Movie Awards 2002 : meilleure performance comique, meilleur duo à l'écran  partagé avec Jackie Chan et meilleure performance musicale pour Rush Hour 2
- NAACP Image Award 2002 : meilleur acteur pour Rush Hour 2
- BET Awards 2002 : meilleur acteur pour Rush Hour 2
- People's Choice Awards 2008 : meilleur duo à l'écran pour Rush Hour 3 partagé avec Jackie Chan
- MTV Movie Awards 2008 : meilleur combat pour Rush Hour 3
- Phoenix Film Critics Society Awards 2012 : Meilleure distribution pour Happiness Therapy partagé avec Bradley Cooper, Jennifer Lawrence, Robert De Niro, Jacki Weaver, Julia Stiles, Anupam Kher, John Ortiz, Dash Mihok, Shea Whigham et Paul Herman
- Gotham Independent Film Awards 2012 : Meilleure distribution pour Happiness Therapy
- Awards Circuit Community Awards 2012 : meilleure distribution pour Happiness Therapy
- Screen Actors Guild Awards 2013 : Meilleure distribution pour Happiness Therapy
- Central Ohio Film Critics Association Awards 2013 : Meilleure distributionpour Happiness Therapy

## Voix françaises
En France, Chris Tucker est principalement doublé par Serge Faliu.
| - Serge Faliu dans : - Argent comptant - Rush Hour - Rush Hour 2 - Rush Hour 3 - Happiness Therapy - Lucien Jean-Baptiste dans : - Friday - Air | Et aussi - Tom Novembre dans Le Cinquième Élément - Günther Germain dans Jackie Brown - Xavier Thiam dans Un jour dans la vie de Billy Lynn |